# Fujisaki (metropolitana di Fukuoka)
Fujisaki (藤崎駅?, Fujisaki-eki) è una stazione della metropolitana di Fukuoka che si trova nel quartiere di Sawara. La stazione è servita dalla linea Kūkō.

## Struttura
La stazione è dotata di due marciapiedi laterali con due binari passanti sotterranei, situati a 22 metri sotto il livello stradale, rendendo la stazione, la più profonda della rete cittadina.
| 1 | Linea Kūkō | per Tenjin, Hakata e Aeroporto di Fukuoka |
| 2 | Linea Kūkō | per Meinohama e Nishi-Karatsu             |

## Statistiche di utilizzo
In media, nell'anno 2014 ogni giorno gli utenti sono stati, in media, 12.508 persone.
Di seguito le statistiche degli ultimi anni:
| Anno | Passeggeri giornalieri |
| ---- | ---------------------- |
| 2001 | 11,049                 |
| 2002 | 10,599                 |
| 2003 | 10,511                 |
| 2004 | 10,393                 |
| 2005 | 9,680                  |
| 2006 | 9,974                  |
| 2007 | 10,129                 |
| 2008 | 10,385                 |
| 2009 | 10,230                 |
| 2010 | 10,389                 |
| 2011 | 10,742                 |
| 2012 | 10,950                 |
| 2013 | 11,088                 |
| 2014 | 11,100                 |
| 2015 | 12,508                 |

## Stazioni adiacenti
| «          | Servizio   | »          |
| Linea Kūkō | Linea Kūkō | Linea Kūkō |
| ---------- | ---------- | ---------- |
| Muromi     | -          | Nishijin   |